# 刘伟平 (1964年)
刘伟平（1964年11月—），男，汉族，河北隆化人，中华人民共和国政治人物。曾任中华人民共和国水利部副部长、党组成员，后于2024年4月离职。